# Aparell estomatognàtic
L'aparell estomatognàtic (del grec στόμα, llavis i γνάθος, maxil·lars) és el conjunt d'òrgans i teixits que permeten menjar, parlar, pronunciar, mastegar, deglutir, somriure, respirar, besar i succionar, abastant la cavitat oral, i part també del crani, la cara i el coll. És a la regió craneo-facial, en una zona limitada aproximadament per un pla frontal que passa per les apòfisis mastoides i dues línies horitzontals que passen, la superior per les vores supraorbitaris i la inferior per l'os hioide. El sistema estomatognàtic està compost per llavis, llengua, dents, genives, galtes, paladar, amígdales, orofaringe, glàndules salivals, el pla de la boca, frenet, maxil·lars, ganglis limfàtics, sins paranasals, articulació craniomandibular, així com els ossos, els músculs i la pell del territori orofacial.
És un aparell molt ampli, que implica centenars de malalties, entre aquestes la càries, la gingivitis, la faringitis, l'herpes labial, la candidiasi oral, les adenopaties o neoplàsies benignes o malignes, etc. Algunes estructures orals formen també part de l'aparell digestiu i altres de l'aparell respiratori. Els professionals sanitaris encarregats de l'estudi de l'aparell estomatognàtic són els odontòlegs o estomatòlegs i els metges especialistes en otorrinolaringologia.